# هارولد هاردويك
هارولد هاردويك (بالإنجليزية: Harold Hardwick)‏ (14 ديسمبر 1888 – 22 فبراير 1959) هو ملاكم أسترالي راحل، مثّل بلاده في الألعاب الأولمبية الصيفية 1912.

## روابط خارجية
هارولد هاردويك على موقع أوليمبيديا (الإنجليزية)
- هارولد هاردويك على موقع اللجنة الأولمبية الأسترالية (الإنجليزية)
- هارولد هاردويك على موقع قاعة أستراليا للمشاهير الرياضية (الإنجليزية)